# (3906) Chao
Ne doit pas être confondu avec (19521) Chaos.
(3906) Chao est un astéroïde de la ceinture principale.

## Description
(3906) Chao est un astéroïde de la ceinture principale. Il fut découvert le 31 mai 1987 à l'observatoire Palomar par Carolyn S. Shoemaker. Il présente une orbite caractérisée par un demi-grand axe de 2,93 UA, une excentricité de 0,07 et une inclinaison de 26,1° par rapport à l'écliptique.

## Compléments